# Observatorio de Prescott
El Observatorio de Prescott (nombre original en inglés: Prescott Observatory) es una instalación astronómica situada en los Estados Unidos, al sur de Prescott, Arizona. Fue construido por Paul G. Comba en 1994, y a partir de 2010 ha sido dirigido por Matt Francis, quien se lo compró a Comba. Tiene el código 684 de la lista de observatorios de la Unión Astronómica Internacional.

## Historia
El observatorio fue fundado por Paul G. Comba (nacido en 1926). Casi todos los días durante seis años (1995-2001) Comba realizó desde allí observaciones astrométricas de asteroides. Como resultado, publicó alrededor de 15 000 lecturas de asteroides e hizo más de 600 descubrimientos de nuevos planetas menores. A mediados de 2010, vendió su casa con el observatorio a su nuevo propietario, Matt Francis. Matt tiene previsto instalar un telescopio de 24 pulgadas y otro telescopio solar; automatizar el observatorio; y usarlo en el marco de proyectos educativos para estudiantes.

## Instrumental
- Telescopio reflector de 18 pulgadas JMI (f/4,5) (1994) + SBIG ST-8E (bajo la cúpula de 4,5 metros)
- Telescopio reflector de 10 pulgadas (f/4)

## Áreas de investigación
- Astrometría de asteroides
- Descubrimiento de nuevos asteroides

## Principales logros
- Entre 1995 y 2003, 616 asteroides descubiertos.[1]
- 14851 mediciones astrométricas publicadas entre 1994 y 2003.[2]